# جيري هاوس
جيري هاوس (بالإنجليزية: Gerry House)‏ هو كاتب أغاني أمريكي، ولد في 1948.

## وصلات خارجية
- جيري هاوس على موقع ميوزك برينز (الإنجليزية)
- جيري هاوس على موقع ديسكوغز (الإنجليزية)